# Canton d'Approuague-Kaw
Le canton d'Approuague-Kaw est une ancienne division administrative française, située dans le département de la Guyane, dans l'arrondissement de Cayenne.
Le chef-lieu est Régina.

## Présentation
| Nom                | Code Insee | Intercommunalité     | Superficie (km2) | Population (dernière pop. légale) | Densité (hab./km2) |
| ------------------ | ---------- | -------------------- | ---------------- | --------------------------------- | ------------------ |
| Régina (chef-lieu) | 97301      | CC de l'Est guyanais | 12 130,00        | 968 (2014)                        | 0,08               |

## Administration
| Période | Période | Identité                      | Étiquette                    | Qualité                                                                                        |
| ------- | ------- | ----------------------------- | ---------------------------- | ---------------------------------------------------------------------------------------------- |
| 1955    | 1977    | Maurice Léanville (1917-1988) | Mouvement Populaire Guyanais | Instituteur Maire d'Approuague                                                                 |
| 1977    | 1979    | Raymond Libri (1922-2004)     | DVD puis UDF                 |                                                                                                |
| 1979    | 2015    | Pierre Désert                 | DVG                          | Maire (1977 à 2004) puis adjoint au maire de Régina Président du Conseil général (2004 à 2008) |